# José María Cavallero
José María Cavallero (Mercedes, 14 settembre 1899 – Minas, 29 maggio 1963) è stato un vescovo cattolico uruguaiano.

## Biografia
Ordinato prete nel 1928, fu curato e vicario foraneo di Trinidad.
Per l'aiuto ai sacerdoti, nel 1946 fondò un istituto secolare: la Società del magistero e dell'apostolato parrocchiale.
Nominato vescovo ausiliare di Salto e vescovo titolare di Utina nel 1952, nel 1955 fu trasferito alla sede residenziale di Melo e nel 1960 a quella, appena eretta, di Minas.
Partecipò alla I sessione del Concilio Vaticano II.
Morì nel 1963.

## Genealogia episcopale
La genealogia episcopale è:
- Cardinale Scipione Rebiba
- Cardinale Giulio Antonio Santori
- Cardinale Girolamo Bernerio, O.P.
- Arcivescovo Galeazzo Sanvitale
- Cardinale Ludovico Ludovisi
- Cardinale Luigi Caetani
- Cardinale Ulderico Carpegna
- Cardinale Paluzzo Paluzzi Altieri degli Albertoni
- Papa Benedetto XIII
- Papa Benedetto XIV
- Papa Clemente XIII
- Cardinale Bernardino Giraud
- Cardinale Alessandro Mattei
- Cardinale Pietro Francesco Galleffi
- Cardinale Filippo de Angelis
- Cardinale Amilcare Malagola
- Cardinale Giovanni Tacci Porcelli
- Papa Giovanni XXIII
- Cardinale Alfredo Pacini
- Vescovo José María Cavallero